# نبرد سوفا
در ۷ اکتبر ۲۰۲۳، به عنوان بخشی از حمله حماس به اسرائیل به رهبری حماس، ستیزه‌جویان یک پایگاه ارتش اسرائیل را در روستای سوفا، که هم‌مرز با نوار غزه است، تصرف کردند.

## حمله زمینی اولیه
در ۷ اکتبر ۲۰۲۳، حماس تقریباً در ساعت ۶ صبح حمله غافلگیرانه‌ای را به اسرائیل آغاز کرد و با شلیک راکت و انجام یک حمله زمینی و هوایی بزرگ علیه اهداف اسرائیل در اطراف نوار غزه، غیرنظامیان و پرسنل نظامی را به‌طور یکسان درگیر کرد.
بلافاصله پس از آغاز تهاجم زمینی، ستیزه‌جویان وارد کیبوتص سوفا شدند و تنها با مقاومت گروه پنج غیرنظامی مسلح بدون حمایت ارتش مواجه شدند. بعداً صبح، حماس ویدئویی از تسخیر یک پایگاه نظامی در نزدیکی سوفا توسط ستیزه‌جویان خود منتشر کرد و اجساد سربازان اسرائیلی را که کشته بودند را نشان دادند. پس از تسخیر پایگاه، برخی از سربازان تیپ گولانی مستقر در آنجا با پنهان شدن در پناهگاهی در پایگاه از دستگیری یا کشته شدن خودداری کردند.

## بازپس‌گیری پایگاه
مدت کوتاهی پس از حمله اولیه توسط حماس، به شایت ۱۳ دستور داده شد تا پایگاه را بازپس گیرد و به همراه واحدهای دیگر در منطقه برای نجات گروگان‌ها و بازپس‌گیری کنترل کار کنند. نیروهای ذخیره از واحد نخبگان از پایگاه خود در اتلیت به نبرد اعزام شدند.
کماندوهای نیروی دریایی اسرائیل با هلیکوپتر وارد شدند و پس از درگیری با شبه نظامیان حماس، با موفقیت مجدداً کنترل پایگاه را به دست گرفتند و از مجروحان مراقبت کردند.
شایت ۱۳ موفق شد ۲۵۰ گروگان را نجات دهد.

## تلفات
بیش از ۶۰ ستیزه‌جوی حماس کشته و ۲۶ نفر اسیر شدند و طرف اسرائیلی حداقل ۲ تلفات داشت، سرهنگ دوم الی گینزبورگ و گروهبان اول افک روسو از تلفات اسرائیل بودند. ارتش اسرائیل همچنین معاون فرمانده تیپ نیروی دریایی جنوب حماس، محمد ابوعلی را با موفقیت به اسارت گرفت.